# سیارک ۸۱۸
سیارک ۸۱۸ (به انگلیسی: 818 Kapteynia، نامگذاری:1916YZ) هشتصد و هجدهمین سیارک کشف شده‌است که در ۲۱ فوریه ۱۹۱۶ و در هایدلبرگ کشف شد.
قدر مطلق سیارک برابر ۹٫۱۰ است.